# Liste des primats de l'Église catholique chaldéenne
Liste des patriarches catholiques chaldéens de Babylone (primats de l'Église catholique chaldéenne).

## Patriarches de Babylone des Chaldéens[1]

### Lignée Shimun
- 91 Mar Yohannan Soulaqa ou Yuhannan Sulaka.  (1552-1555), à Amid (Diyarbakır) en Turquie. Il fut envoyé à Rome pour demander la communion au Saint-Siège, et ordonné évêque sous le nom de Simon VIII (Mar Shimun VIII Sulaqa) par le Pape Jules III[2].
- 92 Mar Abdisho IV Maroun (1555-1567), à Siirt en Turquie.
- 93 Mar Yab-Alaha V (1578-1580), à Siirt.
- 94 Mar Shimun IX Dinkha (1580-1600) à Urmia en Perse, réintroduction de la succession héréditaire.
- 95 Mar Shimun X Eliyah (1600-1638) à Salmas en Perse.
- 96 Mar Shimun XI Eshuyow (1638-1656), à Salmas.
- 97 Mar Shimun XII Yoalaha (1656-1662), à Urmia.
- 98 Mar Shimun XIII Dinkha (1662-1681) à Salmas puis Qotchanès en Turquie, revient à l'Église apostolique assyrienne de l'Orient et devient primat de l'Église apostolique assyrienne de l'Orient, ce qui aboutit à la création d'un second patriarcat oriental à Qotchanès, le siège historique étant à Alqosh au monastère Rabban Hormizd.

### Lignée joséphite d'Amid (Diyarbakır) enTurquie
- 99 Mar Joseph Ier (1681-1695), à Amid
- 100 Mar Joseph II Sliba Bet Ma'aruf (1696-1713)
- 101 Mar Joseph III Maraugin (1713-1757)
- 102 Mar Joseph IV Hindi (1757-1781)
- 103 Mar Joseph V Hindi (1781-1828);

### Lignée Eliyya d'Alqosh

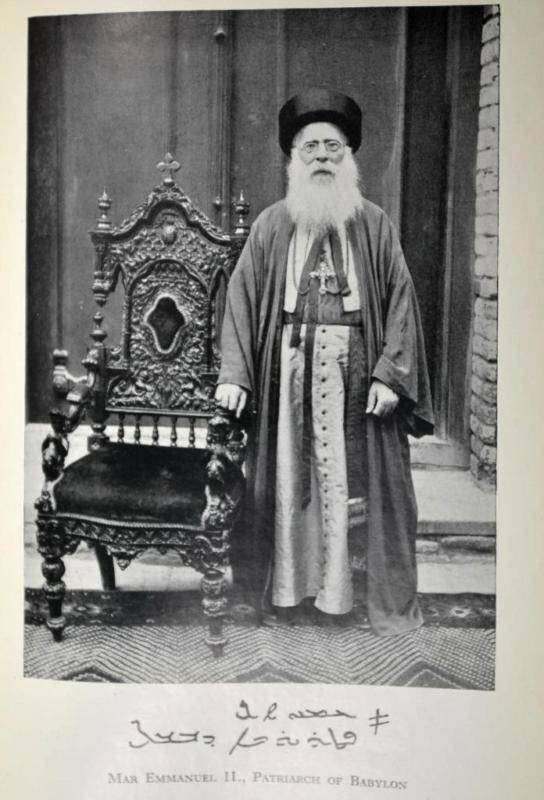
Mar Emmanuel II en 1925.

- 104 Youhanan VIII Hormez Jean Hormizdas (1830-1838), confirmé par Pie VIII comme Patriarche de Babylone. Union des juridictions de Amid et Alqosh ; transfert du siège à Mossoul.
- 105 Mar Nicolawos Zaya' (1840-1848)
- 106 Mar Joseph VI Audo (1848-1878)
- 107 Mar Eliyya XIV Abo-Alyonan (1878-1894)
- 108 Mar Abdisho V Khayat (1894-1899)
- 109 Mar Joseph Emmanuel II Thoma (1900-1946)
- 110 Mar Joseph VII Ghanima (de) (1946-1958), transfert du siège à Bagdad.
- 111 Paulus II Cheikho (1958- avril 1989)
- 112 Raphaël Ier Bidawid (21 mai 1989-7 juillet 2003)
- 113 Cardinal Emmanuel III Karim Delly (3 décembre 2003-19 décembre 2012)
- 114 Cardinal Louis Raphaël Ier Sako (31 janvier 2013-)